# Arrondissement Louhans
Arrondissement Louhans je francouzský arrondissement ležící v departementu Saône-et-Loire v regionu Burgundsko. Člení se dále na 8 kantonů a 79 obcí.

## Kantony
- Beaurepaire-en-Bresse
- Cuiseaux
- Cuisery
- Louhans
- Montpont-en-Bresse
- Montret
- Pierre-de-Bresse
- Saint-Germain-du-Bois